# Distretto del Marowijne
Marowijne è uno dei 10 distretti del Suriname con 18 114 abitanti al censimento 2012.. Situato nell'estremo orientale del paese, al confine con la Guyana francese la capitale è la città di Albina.
A nord si affaccia sull'Oceano Atlantico, confina a sud con il distretto del Sipaliwini, a ovest con i distretti di Para e Commewijne.
Nei primi anni venti nel distretto furono scoperti giacimenti di bauxite, vi fu una forte espansione dell'industria estrattiva nella zona di Moengo, dapprima i giacimenti a cielo aperto furono sfruttati dalla SBM (Surinaamse Bauxiet Maatschappij), attualmente chiamata Suralco (Suriname Aluminium Company, una controllata dalla Alcoa Aluminium Company of America).
In espansione anche l'industria turistica. Davanti alle coste del distretto vi sono alcuni banchi di sabbia e aree umide. Allo scopo di proteggere le tartarughe di mare e gli uccelli acquatici sono state istituite due riserve naturali, la riserva di Galibi (istituita nel 1969, 4000 ha) e la riserva di Wia-Wia (istituita nel 1961 e ampliata nel 1966, 36 000 ha).
Marowijne ospita diversi insediamenti di popolazioni maroon discendenti di schiavi fuggiti dalle piantagioni di proprietà olandese secoli fa.

## Geografia antropica

### Suddivisioni amministrative

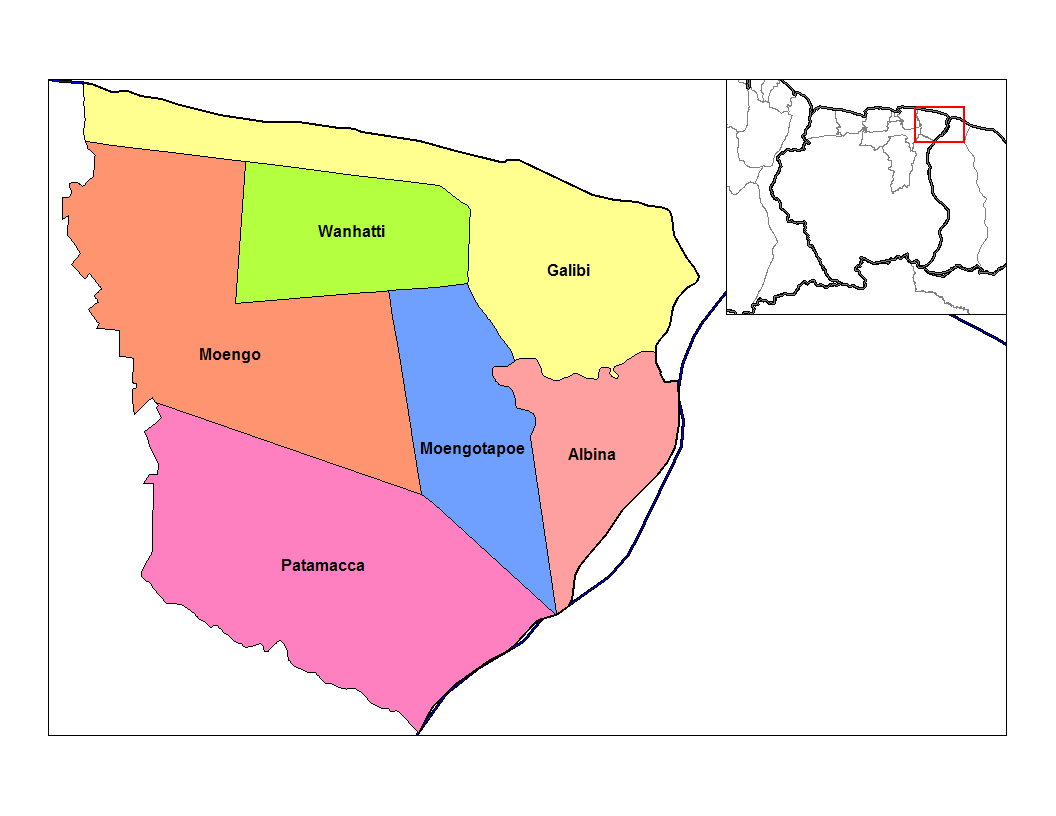
Distretto di Marowijne

Il distretto di Marowijne è diviso in 6 comuni (ressorten):
- Albina
- Galibi
- Moengo
- Moengotapoe
- Patamacca
- Wanhatti